# Sehbahn
Als Sehbahn in engem Sinn bezeichnet man einen Teil der neuronalen Nervenbahn des optischen Systems vom Chiasma opticum bis zum Gehirn, anatomisch Tractus opticus genannt. In weitem Sinn wird unter „Sehbahn“ oder Sehleitung die Kette verschalteter Neuronen des visuellen Systems vom Auge bis zum primären visuellen Cortex im Großhirn verstanden.
Die Sehleitung umfasst in diesem Sinn – außer den (1.) primären und (2.) sekundären afferenten Neuronen der Retina – neben den Nervenfasern der (3.) retinalen Ganglienzellen, die in ihrem Verlauf vom Augenaustritt bis zum optischen Chiasma als Sehnerv (Nervus opticus) und danach als Sehbahn sensu stricto oder Sehstrang (Tractus opticus) bezeichnet werden, auch die von (4.) Neuronen des seitlichen Kniehöckers (Corpus geniculatum laterale) im Metathalamus des Zwischenhirns ausgehenden Fasern der Sehstrahlung (Radiatio optica), die an den (5.) Neuronen der (primären) Sehrinde (Area striata) des Endhirns enden.

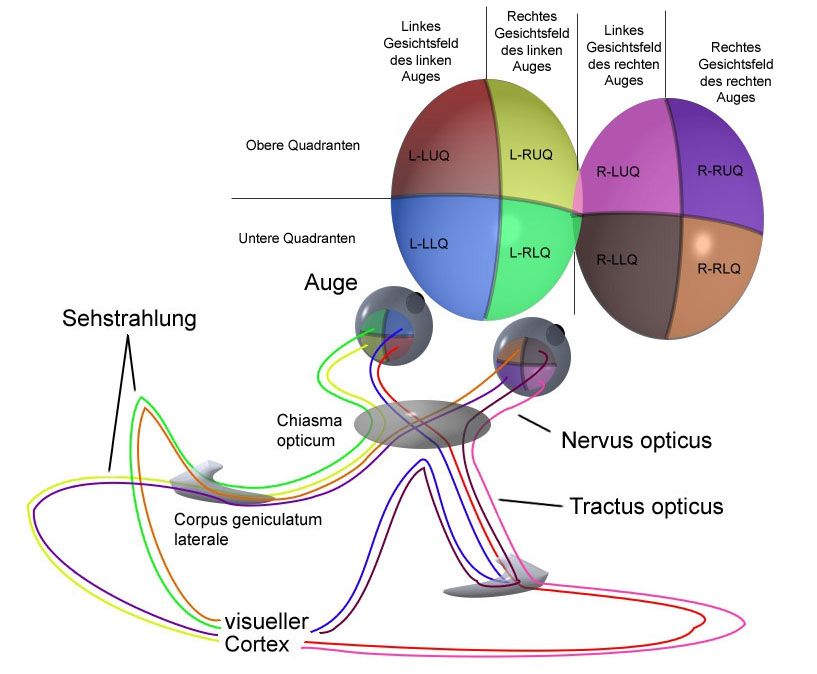
Stark reduziertes Schema der Sehbahn

Die Stäbchen- und Zapfen-Außenglieder der Photorezeptoren in der Netzhaut (Retina) sind Anteile dieser Rezeptorzellen, die den Anfang der Neuronenkette darstellen. Die Zellkörper dieser zugleich 1. Neurone liegen in der äußeren Körnerschicht (Stratum nucleare externum). Von hier wird die Erregung weiter auf die inneren Körnerzellen der Retina geleitet. Die bipolaren Nervenzellen sind die 2. afferenten Neuronen. Ihre Neuriten ziehen zu den multipolaren Nervenzellen in der Ganglienzellschicht (Stratum ganglionare) der Netzhaut, welche die 3. neuronale Ebene darstellen. Die ersten beiden Umschaltungen erfolgen also bereits innerhalb der Retina. Eine zusätzliche laterale Verarbeitung erfolgt durch die Amakrinzellen und die Horizontalzellen der inneren Körnerschicht (Stratum nucleare internum).
Die langen Axone der retinalen Ganglienzellen verlaufen zunächst in der Nervenfaserschicht (Stratum neurofibrarum) an der inneren Netzhautoberfläche, sammeln sich und verlassen das Auge in der Sehnervenpapille (Discus nervi optici). Zusammen bilden sie nun myelinisiert je den Sehnerven (Nervus opticus) eines Auges. Dieser zieht aus der Augenhöhle im Canalis opticus durch den Schädel zur Sehnervenkreuzung (Chiasma opticum) an der Hirnbasis nahe der Hypophyse. Hier wechseln bei allen Wirbeltieren die Fasern aus der je nasalen (medialen) Netzhauthälfte auf die andere Körperseite, der Anteil für die restlichen der je temporalen (lateralen) Retinahälften ist artabhängig unterschiedlich. Bei Amphibien wie Fröschen kreuzen auch diese vollständig, sodass anschließend 100 % der Fasern eines Sehnerven auf der Gegenseite (kontralateral) zu finden sind. Bei den meisten Vogelarten kreuzen nahezu alle Fasern, bei Huftieren etwa 90 %, bei Eulen unter 70 %, bei Katzen meist etwa 60 %, bei Primaten wie dem Menschen sind es etwa 53 %, was für deren binokulare Raumwahrnehmung jeweils optimal ist.
Vom Chiasma opticum setzt sich die Sehbahn weiter fort als Sehstrang Tractus opticus zu verschiedenen Hirnregionen. Dabei gelangt der Hauptteil der Fasern nach Eintritt an der Hirnbasis zum Corpus geniculatum laterale (CGL, seitlicher Kniehöcker) des Zwischenhirns. Hier findet die erste Verschaltung der Sehbahn außerhalb der Retina statt, auf 4. Neuronen. Von hier aus ziehen Axone von Projektionsbahnen zu gleichseitigen Arealen der Großhirnrinde. Sie bilden als Tractus geniculocalcarinus den aufsteigenden Teil der Sehstrahlung Radiatio optica (nach Louis Pierre Gratiolet auch Gratiolet-Sehstrahlung genannt). Dabei ziehen die Fasern, welche oberhalb des Sulcus calcarinus terminieren, durch die Pars retrolentiformis der Capsula interna. Die Fasern, die unter dem Sulcus calcarinus enden, ziehen nach vorne und dann unten um das Cornu inferius des Seitenventrikels (Meyer’sche Schleife) herum. Anschließend ziehen sie nach hinten durch die Pars sublentiformis der Capsula interna in den Occipitallappen. Hauptsächlich enden die Fasern an 5. Neuronen in der primären Sehrinde (Area V1//Brodmann-Areal 17) in der Lamina IV (Lamina granularis interna) des Isocortex.
Etwa ein Zehntel der Sehnervenfasern dienen nicht dem Sehen, sondern unbewussten Prozessen. Diese Fasern des non-visuellen Systems der Photosensitivität ziehen vom Tractus opticus ausgehend direkt, ohne vorherige Verschaltung im Corpus geniculatum laterale, als Tractus retinohypothalamicus jederseits zum Nucleus suprachiasmaticus im Hypothalamus bzw. daneben (über das Brachium colliculi superioris) sowohl zu den Nuclei pretectales im Epithalamus des Zwischenhirns wie zu den benachbarten Colliculi superiores im Dach des Mittelhirns (Tectum mesencephali). Diese Anteile tragen wesentliche Funktionen für die durch Zeitgeber synchronisierte circadiane Rhythmik bzw. daneben für Akkommodations- und Pupillenreflexe sowie Anpassungsbewegungen von Augen und Kopf.